# Seznam ministrů životního prostředí České republiky
Seznam ministrů životního prostředí České republiky  představuje chronologický přehled osob, členů vlády České republiky, působících v tomto úřadu:

## V rámci československé federace
| Pořadí | Portrét               | Ministr         | Funkční období    | Funkční období    | Funkční období | Strana   | Strana | Vláda                           |
| Pořadí | Portrét               | Ministr         | Nástup do úřadu   | Opuštění úřadu    | Dny v úřadu    | Strana   | Strana | Vláda                           |
| ------ | --------------------- | --------------- | ----------------- | ----------------- | -------------- | -------- | ------ | ------------------------------- |
| 1.     |                       | Bedřich Moldan  | 19. prosince 1989 | 24. ledna 1991    | 401            |          | OF     | Korčák, Adamec, Pitra a Pithart |
| 1.     | Pithart               | Bedřich Moldan  | 19. prosince 1989 | 24. ledna 1991    | 401            |          | OF     |                                 |
| 2.     |                       | Ivan Dejmal     | 24. ledna 1991    | 2. července 1992  | 525            |          | KDS    |                                 |
| 3.     | Není dostupný portrét | František Benda | 2. července 1992  | 31. prosince 1992 | 182            | Klaus I. | KDS    |                                 |

## V rámci samostatné republiky
| Pořadí | Portrét               | Ministr          | Funkční období     | Funkční období     | Funkční období | Strana               | Strana            | Vláda         |
| Pořadí | Portrét               | Ministr          | Nástup do úřadu    | Opuštění úřadu     | Dny v úřadu    | Strana               | Strana            | Vláda         |
| ------ | --------------------- | ---------------- | ------------------ | ------------------ | -------------- | -------------------- | ----------------- | ------------- |
| 1.     | Není dostupný portrét | František Benda  | 1. ledna 1993      | 4. července 1996   | 1280           |                      | KDS               | Klaus I.      |
| 1.     | Není dostupný portrét | František Benda  | 1. ledna 1993      | 4. července 1996   | 1280           | ODS                  |                   | Klaus I.      |
| 2.     | Není dostupný portrét | Jiří Skalický    | 4. července 1996   | 20. února 1998     | 596            |                      | ODA               | Klaus II.     |
| 2.     | Není dostupný portrét | Jiří Skalický    | 4. července 1996   | 20. února 1998     | 596            | Tošovský             | ODA               |               |
| 3.     |                       | Martin Bursík    | 27. února 1998     | 22. července 1998  | 145            |                      | nestraník         |               |
| 4.     |                       | Miloš Kužvart    | 22. července 1998  | 15. července 2002  | 1454           |                      | ČSSD              | Zeman         |
| 5.     |                       | Libor Ambrozek   | 15. července 2002  | 4. září 2006       | 1512           |                      | KDU-ČSL           | Špidla        |
| 5.     | Gross                 | Libor Ambrozek   | 15. července 2002  | 4. září 2006       | 1512           |                      | KDU-ČSL           |               |
| 5.     | Paroubek              | Libor Ambrozek   | 15. července 2002  | 4. září 2006       | 1512           |                      | KDU-ČSL           |               |
| 6.     |                       | Petr Kalaš       | 4. září 2006       | 9. ledna 2007      | 127            |                      | nestraník za ODS  | Topolánek I.  |
| 7.     |                       | Martin Bursík    | 9. ledna 2007      | 8. května 2009     | 850            |                      | SZ                | Topolánek II. |
| 8.     |                       | Ladislav Miko    | 8. května 2009     | 30. listopadu 2009 | 206            |                      | nestraník nom. SZ | Fischer       |
| 9.     |                       | Jan Dusík        | 30. listopadu 2009 | 19. března 2010    | 109            | nestraník nom. SZ    |                   | Fischer       |
| 10.    |                       | Jakub Šebesta    | 22. března 2010    | 15. dubna 2010     | 24             | nestraník nom. ČSSD  |                   | Fischer       |
| 11.    |                       | Rut Bízková      | 15. dubna 2010     | 13. července 2010  | 89             | nestranička nom. ODS |                   | Fischer       |
| 12.    |                       | Pavel Drobil     | 13. července 2010  | 21. prosince 2010  | 161            |                      | ODS               | Nečas         |
| 13.    |                       | Tomáš Chalupa    | 17. ledna 2011     | 10. července 2013  | 905            |                      | ODS               | Nečas         |
| 14.    |                       | Tomáš Podivínský | 10. července 2013  | 29. ledna 2014     | 203            |                      | KDU-ČSL           | Rusnok        |
| 15.    |                       | Richard Brabec   | 29. ledna 2014     | 17. prosince 2021  | 2879           |                      | ANO               | Sobotka       |
| 15.    | Babiš I.              | Richard Brabec   | 29. ledna 2014     | 17. prosince 2021  | 2879           |                      | ANO               |               |
| 15.    | Babiš II.             | Richard Brabec   | 29. ledna 2014     | 17. prosince 2021  | 2879           |                      | ANO               |               |
| 16.    |                       | Anna Hubáčková   | 17. prosince 2021  | 31. října 2022     | 318            |                      | KDU-ČSL           | Fiala         |
| 17.    |                       | Marian Jurečka   | 1. listopadu 2022  | 10. března 2023    | 129            |                      | KDU-ČSL           | Fiala         |
| 18.    |                       | Petr Hladík      | 10. března 2023    | úřadující          | 744            |                      | KDU-ČSL           | Fiala         |